# Randy Cassingham
Pour les articles homonymes, voir Cassingham.
Randall Carl Cassingham (1959 en Californie) est un chroniqueur, humoriste, éditeur et orateur américain. Il est un ancien membre de la Society of Professional Journalists. Il a été aussi le principal orateur de plusieurs conventions annuelles de la The Skeptics Society.

## Publication
- (en) The True Stella Awards : Honoring real cases of greedy opportunists, frivolous lawsuits, and the law run amok, New York, Dutton Adult, novembre 2005, relié (ISBN 978-0-525-94913-8, LCCN 2005011382)